# Małgorzata Puzio
Małgorzata Puzio-Miękus (ur. 1963) – polska aktorka telewizyjna i dubbingowa.
W latach 1997-1999 była jedną z prezenterek bloku ogłoszeń handlowych w Warszawskim Ośrodku Telewizyjnym, a następnie pogodynką w TVP1. W Telewizji Polskiej była przez 5 lat jedną z gospodyń kącika kulinarnego w Pytaniu na śniadanie oraz grała rolę Jedyneczki w programie dla dzieci TVP1.  Jest autorką i prowadzącą programów telewizyjnych pt. „Mazowieckie smaki i smaczki” dla warszawskiej TVP3 (2006,2008). Napisała scenariusze kulinarne do programów „Alfabet kulinarny Kurta Schellera” i „Na ostrzu noża” z Bożeną Dykiel.
Prowadzi kanał na serwisie Youtube pt. BezPrzepisu, wydaje książki kulinarne i prowadzi Teatr Dzieci-Dzieciom oraz Maskarada w Radzyminie i Markach.  W latach 00. zagrała też w kilku reklamach telewizyjnych (np.Warzywko, vizir).

## Filmografia

### Aktorka
- 1997–2007: Klan – Sekretarka dyrektora Banku Północnego
- 2003: Rodzinka – Koleżanka Doroty
- 2003–2007: Na Wspólnej – Pielęgniarka
- 2003: Na dobre i na złe – Sekretarka Olchowicza
- 2004: Plebania – (odc. 436)
- 2011: 1920. Wojna i miłość – agentka, modystka Madame Sabine
- 2011: Ojciec Mateusz – Brygida Dąbrowska (odc. 86)
- 2013: Przepis na życie – klientka „Przepisu” (odc. 54)
- 2014: Przyjaciółki – klientka Anki (odc. 37)
- 2014: Barwy szczęścia – Marianna, matka Asi (odc. 1168)
- 2015: Prawo Agaty – kobieta (odc. 87)
- 2015-2016: Ukryta prawda (serial telewizyjny) - 2 odcinki (m.in. jako Anna, właścicielka kwiaciarni)
- 2017: Na dobre i na złe – Krystyna, opiekunka Kubusia (odc. 675)
- 2018: Komisarz Alex – żona Wolskiego (odc. 133)

### Polski dubbing
- 2006: Wpuszczony w kanał
- 2003–2005: Kaczor Dodgers
- 2003: Looney Tunes znowu w akcji
- 2002: Złap mnie, jeśli potrafisz
- 2002: Dzika rodzinka
- 2002: Bawmy się, Sezamku – Zoe
- 2002: Harry Potter i Komnata Tajemnic – Jęcząca Marta
- 2000: Hype: The Time Quest –
  - Vibe,
  - Rave,
  - Lalhonde,
  - Caladrielle
- 2000: Hugo. Tropikalna wyspa –
  - Scylla,
  - Hugolina
- 1998−1999: Nowe przygody rodziny Addamsów – Marsha
- 1996–2004: Hej Arnold! – Figa
- 1995–1996: Maska
- 1995: Goofy na wakacjach – Lisa
- 1994: Patrol Jin Jina – Łasek
- 1994–1998: Spider-Man – Debra Whitman
- 1993-1990: Mikan – pomarańczowy kot – Kiri
- 1992–1997: Kot Ik! – Sasza
- 1990–1993: Zwariowane melodie
- 1990: Pinokio – Róża